# Музей истории политических репрессий в Туве

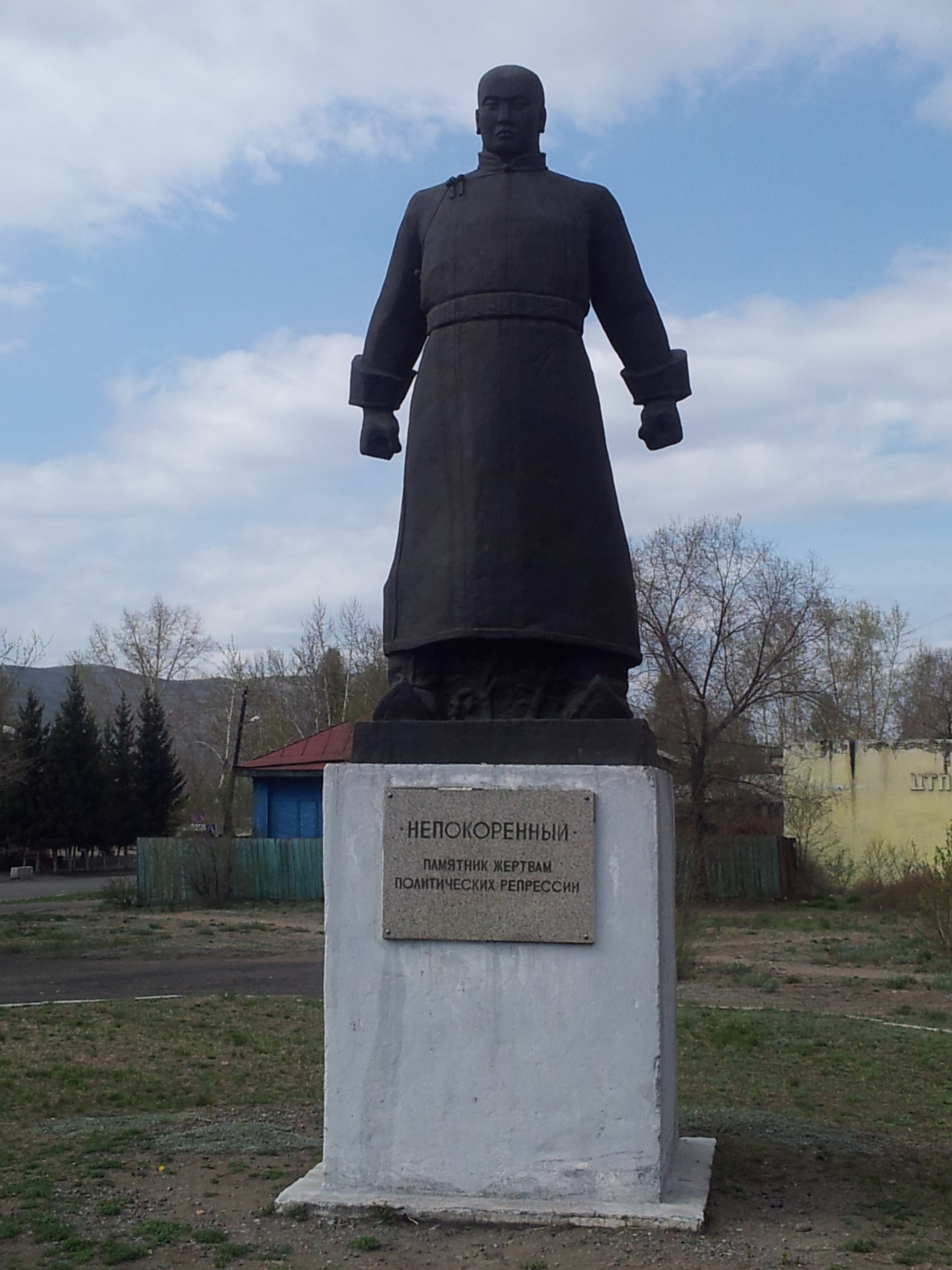
Памятник жертвам политических репрессий в Туве «Непокорённый», автор — Товарищтай Ондар

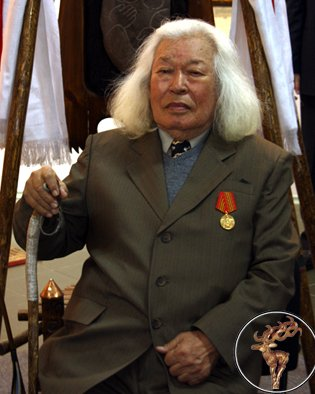
Монгуш Кенин-Лопсан — один из основателей Музея истории политических репрессий в Туве

Музей истории политических репрессий в Туве в настоящее время является филиалом Национального музея Республики Тыва им. Алдан-Маадыр.
Сам музей был создан 16 февраля 1994 года по распоряжению Госкомитета по управлению государственным имуществом РТ, поддержке Министерства культуры, кино и туризма РТ, и благодаря усилиям общества «Мемориал», а также как родственников, так и самих жертв политических репрессий и доктора исторических наук, учёного этнолога, шамановеда, Заслуженного работника культуры Республики Тыва и РСФСР, Народного писателя РТ Монгуша Бораховича Кенин-Лопсана.

## История создания музея-филиала истории политических репрессий
Музей занимает здание, в котором в 1930-х годах помещалось спецкомендатура НКВД ТНР. Здесь велось следствие в отношении руководителей ТНР. Заключённых держали в подвале здания. В разное время здание использовалось в разных целях: например, оно было зданием редакции газеты «Тыванын Аныяктары» в советское время. С 1994 года его специально отреставрировали для музея политических репрессий .
Задачами музея являются не только хранения музейных материалов, но и всестороннее и глубокое изучения причин и условий, породивших репрессий и аналитический подход к их последствиям.

## Директора музея-филиала истории политических репрессий
Первым директором музея была председатель общества «Мемориал» Александра Намчыловна Кызыл-оол.
В 1995 году директором стал её супруг Монгуш Седааевич Кызыл-оол. Под их руководством, музей проводил встречи и передвижные выставки в Эрзинском, Тес-Хемском, Улуг-Хемском, Сут-Хольском кожуунах и т. д. Свою работу они совмещали с деятельностью общества «Мемориал».
С 1997 по 2004 год музеем руководил Ондар Дукур-оолович Охемчик, как и предыдущие директора, он также был сыном «врага народа», поэтому зная всю трагичность судеб жертв репрессий, приложил много сил и энергии в развитие музея. Им же было написано огромное количество статей для газет, посвящённых репрессиям, и собрано большое количество материалов и фотоснимков, сделанных Охемчиком лично. До работы в музее он много лет посвятил газетам «Тыванын аныяктары» и «Шын», за что был удостоен почётного звания «Заслуженный работник культуры Республики Тыва».
С августа 2004 по январь 2012 года директором, с 2010 — заведующим, был Бадыргы Александрович Саар-оол, член общества «Мемориал». До этого он работал заведующим музея Тувинских добровольцев и научным сотрудником отдела истории Национального музея. При нём в 2010 году музей репрессий стал филиалом Национального музея РТ.
С 2012 года должность заведующего филиала занимал Михаил Михайлович Ондар, а с 2016 года по настоящее время заведующим является Шолбан Сергеевич Ооржак.

## Коллекция музея-филиала истории политических репрессий
Фонды филиала включают в себя богатейшую коллекцию фотоснимков политических, общественных деятелей, граждан ТНР и СССР, подвергшихся репрессиям. Имеются копии материалов Центрального государственного архива РТ, Рукописного фонда ТИГПИ, фонды Национального музея, также большое количество газетных материалов и письменных воспоминаний самих репрессированных и их родственников. В общей сложности насчитывается более 1000 ед. фотографий и материалов. Также хранятся порядка 20 ед. личных вещей репрессированных.

## День памяти жертв политических репрессий
Филиал политических репрессий каждый год 30 октября в День памяти жертв политических репрессий проводит митинг родственников жертв репрессий около памятника «Непокорённый арат», возведённого в 1996 году недалеко от музея скульптором Т. Ч. Ондаром. Заканчивается митинг возложением цветов у памятника и круглым столом в музее.